# Vöő István
Vöő István (Temesvár, 1934. december 22.) erdélyi magyar nyelvész, Vöő Gabriella (1937–2006) férje.

## Életútja, munkássága
Középiskoláit Temesváron végezte; 1958-ban a Bolyai Tudományegyetemen magyar nyelv- és irodalom szakos tanári oklevelet szerzett. Még ebben az évben kinevezték az egyetem magyar nyelvészeti tanszékére gyakornoknak, 1959-től tanársegéd, 1963-tól – már a BBTE-n – adjunktus, 1992-től nyugalomba vonulásáig docens. Nyugdíjas éveiben visszatért Temesvárra.
Az egyetemen a fonetika és a magyar nyelvjárástan oktatója. A hallgatókkal végzett lejegyzési gyakorlatok szövegei alapján összeállított egy Magyar nyelvjárási szöveggyűjteményt (Kolozsvár, 1970).
Fő kutatási területe a romániai magyar nyelvjárások nyelvföldrajzi vonatkozásai, a fazekasmesterség szakszókincsének vizsgálata, román és magyar nyelvi összefüggések. Miután részt vett a tanszék keretében a székely és moldvai csángó nyelvatlasz munkálataiban, az itt használt kérdőfüzet segítségével összegyűjtötte és térképlapokon mutatta be a hétfalusi csángó nyelvjárási jelenségeket (Hétfalu nyelvjárási atlasza. Kolozsvár, 1971). Figyelme ezután a bánsági magyar nyelvjárások felé fordult, bejárta a magyarok által is lakott bánsági falvakat, nyelvföldrajzi módszerrel összegyűjtötte és leírta e falvak nyelvjárását. Az egyelőre kéziratban lévő bánsági magyar nyelvjárások atlasza anyagából a NyIrK-ben több szaktanulmányt közölt: A bánsági nyelvjárástípusok e-zése (1973/17); A bánsági nyelvjárás labiális ö-zése (1975/8); Bánsági tájszavak (1976/20, 1977/21, 1979/23). Az 1970-ben megvédett és később könyv alakban megjelentetett doktori értekezése (A bánsági magyar nyelvjárások magánhangzó-rendszere. Bukarest, 1975) is a bánsági magyar nyelvjárásokhoz kapcsolódik. Mint a romániai fazekasmesterség szókincsének gyűjtője, e témában is több szakcikket közölt, ugyancsak a NyIrK-ben: 
- A rákláb és névváltozatai (1962/6);
- A korsó-elnevezések az RNK-beli fazekasság szókincsében (1964/8);
- A fazekaskorong alkatrészei (1965/9).

Társszerzője volt annak a nagyszabású kiadványnak, amely a román szókincsnek a magyarra gyakorolt hatását méri fel (A magyar nyelvjárások román kölcsönszavai (Márton Gyulával és Péntek Jánossal, Bukarest, 1978). Szótárszerű összevetését adta a közmondások román és magyar megfelelésének (Dicţionar de proverbe român–maghiar. Bukarest, 1978; Dicţionar de proverbe maghiar–român. Bukarest, 1984). A temesvári Heti Új Szóban 2001-től nyelvművelő rovatot tart fenn. Tanulmányai jelentek meg az Anyanyelvünk művelése (Bukarest, 1975), a Tanulmányok nyelvről, irodalomról (Kolozsvár, 1992) és a Beszélni kell (Kolozsvár, 1996) c. gyűjteményes kötetekben.

## Díjak, elismerések
Munkássága elismeréséül 1981-ben megkapta a Csűry Bálint-emlékérmet.